# Poli (Italia)
Poli es un municipio italiano de la ciudad metropolitana de Roma Capital, en la región de Lacio. Tiene una población estimada, a fines de febrero de 2020, de 2240 habitantes.
La localidad está situada sobre una colina perteneciente a los montes Prenestinos, a 435 metros sobre el nivel del mar. 
El pequeño lugar se encuentra en una zona estratégica (situada en el centro de los montes Prenestinos, entre Palestrina, Tívoli y los castillos romanos) de gran belleza. 

## Clima
El municipio está situado en medio de los montes Prenestinos y está casi completamente rodeado de montañas. Son varias las zonas climáticas del municipio, de modo que aunque no distan demasiado unas de otras, las diferencias termales son grandes. 
Se pueden identificar dos zonas climáticas distintas. En la parte baja el clima es templado con veranos frescos e inviernos no demasiado fríos. En la parte alta el clima es más frío, con veranos ventosos e inviernos fríos, con posibilidad de nieve y chubascos frecuentes. En ambas zonas las nieblas son frecuentes en las estaciones frías.

## Historia
El nombre deriva de Castrum Poli o Castum Pauli. Sus orígenes se remontan al año 992. Fue una posesión del monasterio benedictino del Clivo di Scauro de Roma. En 1081 pasó a estar bajo el dominio de la abadía de San Pablo Extramuros, gracias a una donación realizada por Gregorio VII a partir de la que hubo continuas luchas para conquistar el poder entre los monjes de la abadía y la familia Oddoni. Estos últimos obtuvieron el control de la localidad en 1157, manteniéndolo hasta 1200, año en que se inicia una nueva disputa con la familia dei Conti, que arrebataron el feudo a los Oddoni y lo gobernaron durante seis siglos.
Cuando en 1808 muere el último heredero de los Conti, Poli pasó a los Sforza Cesarini y de ahí a la familia Torlonia en 1820. 
El lugar cuenta con 35 callejones muy estrechos que han permanecido intactos a través de los siglos, así como una calle principal en su zona central que atraviesa el núcleo urbano a lo largo.
El Palacio Conti fue construido en los siglos XIII y XIV por mandato del conde Torquato Conti. Durante siglos fue la residencia de los señores de Poli y en él nació Michelangelo Conti, el futuro Papa Inocencio XIII. En la actualidad, el palacio es sede del ayuntamiento.
La iglesia de San Esteban remonta sus orígenes al año 1000. Conserva frescos de Taddeo Zuccari y otros frescos del siglo XVIII de Antonio Rosati.
La iglesia de San Antonio Abad data del siglo XV y tiene frescos del siglo XVII.

## Evolución demográfica
| Gráfica de evolución demográfica de Poli entre 1861 y 2022 |
|                                                            |
| Fuente: ISTAT - Elaboración gráfica de Wikipedia           |